# Fahnenhügel (Eisleben)
Koordinaten: 51° 32′ 40″ N, 11° 31′ 44,8″ O
Der Fahnenhügel ist ein jungsteinzeitlicher Grabhügel bei Lutherstadt Eisleben im Landkreis Mansfeld-Südharz, Sachsen-Anhalt. 1837 wurde hier ein Becher der endneolithischen Schnurkeramischen Kultur (2800–2200 v. Chr.) gefunden.

## Lage
Der Hügel befindet sich 1,5 km nordwestlich von Eisleben auf einem langgestreckten Höhenrücken, direkt an einer Wegkreuzung.

## Beschreibung
Der recht große, baumbestandene Hügel ist spätestens im 19. Jahrhundert durch Grabungen stark in Mitleidenschaft gezogen worden. In jüngerer Zeit wurden durch einen Bagger Schäden verursacht. 1837 wurde aus dem Hügel ein Becher der Schnurkeramischen Kultur geborgen; die genauen Fundumstände sind unbekannt. Der Becher hat eine Höhe von 9 cm und einen Durchmesser von 5 cm am Boden, von 8 cm am Bauch und 7 cm an der Mündung. Er besitzt ein S-förmiges Profil, zwei am oberen Bauch nebeneinander angebrachte Henkel und eine Verzierung aus jeweils vier umlaufenden Schnurlinien am Hals und Oberbauch sowie dazwischen liegenden schraffierten Dreiecken. Der Becher befindet sich heute in den Regionalgeschichtlichen Sammlungen der Lutherstadt Eisleben und stellt den einzigen Fund aus dem Fahnenhügel dar. Auch eine Untersuchung der Universität Leipzig im Jahr 2003 erbrachte keine neuen Erkenntnisse. Es bleibt daher unklar, ob der Hügel von den Angehörigen der Schnurkeramischen Kultur errichtet oder lediglich nachgenutzt wurde. Nach der Untersuchung im Jahr 2003 erfolgte eine Restaurierung des Fahnenhügels.